# Trick (série télévisée)
Pour les articles homonymes, voir Trick.
Trick (en japonais トリック, torikku) est une série télévisée japonaise en trois saisons, réalisée par Yukihiko Tsutsumi, et auxquelles s'ajoutent deux épisodes spéciaux et trois films, diffusée de 2000 à 2003 par TV Asahi. Elle narre les aventures d'une magicienne et d'un physicien, interprétés par Yukie Nakama et Abe Hiroshi, qui démasquent de faux médiums à travers le Japon.

## Synopsis
La jeune Naoko Yamada, 23 ans, se considère comme une belle magicienne de talent. Ayant du mal à payer son loyer, elle tombe un jour sur une petite annonce d'un professeur de physique, Jiro Ueda, un esprit cartésien qui offre une rémunération à quiconque lui prouvant la réalité de la magie. Étant dans le besoin, Naoko accepte le défi d'Ueda qu'elle impressionne. Celui-ci veut qu'elle l'aide à démasquer les trucs d'une médium locale. Ils deviennent bientôt des spécialistes des démystifications…

### TRICK

#### Liste des saisons et films
Saison 1 : 2000
Saison 2 : 2002
Trick, le film : 2002
Saison 3 (TRICK ~ Troisième partie ~ [sic]) : 2003
Trick Shinsaku Special : 2005
Trick, le film II : 2006
Trick Shinsaku Special 2 : 2010
Trick, le film III, Psychic Battle Royale : 2010
Trick Shinsaku Special 3 : 2014
Trick, le film IV, Last Stage : 2014.

## Distribution
- Yukie Nakama : Naoko Yamada
- Hiroshi Abe : Jirō Ueda
- Katsushisa Namase : Kenzo Yabe
- Kazuki Maehara : Tatsuya Ishihara
- Yoko Nogiwa : Satomi Yamada

## Œuvres liées

### Films et épisodes spéciaux
- Trick (film, 1999)
- Trick TV Special (téléfilm, 2005)
- Trick 2 (film, 2006)